# Mamihlapinatapai
Mamihlapinatapai (ook wel gespeld als mamihlapinatapei) is een woord dat afkomstig is uit het Yaghan, een taal die gesproken werd op Vuurland. Het wordt beschouwd als een van de moeilijkste woorden om te vertalen. De betekenis is namelijk: de blik die wordt uitgewisseld door twee mensen die geen initiatief willen of durven nemen om iets te doen wat ze beiden willen, maar wel hopen dat de ander dat doet.
Het woord is in het Guinness Book of Records vermeld als het "kortste en bondigste" woord.